# Lansoprazolo
Il lansoprazolo è un inibitore della pompa protonica (IPP), commercializzato da diverse case farmaceutiche sia come farmaco originale sia come equivalente, essendone da tempo scaduto il brevetto.

## Indicazioni
Viene utilizzato contro l'ulcera gastrica e duodenale, la sindrome di Zollinger-Ellison e contro la malattia da reflusso gastroesofageo.
Nonostante alcune differenze a livello di farmacocinetica, tutte le diverse molecole degli IPP non sembrano avere profili di efficacia clinica significativamente diversi tra loro, anche nei protocolli per l'eradicazione dell'Helicobacter Pylori; in ambito di sanità pubblica e farmacoeconomia, la scelta tra i diversi IPP dovrebbe quindi tenere conto anche del rapporto costi/benefici, orientandola in direzione delle molecole più economiche a parità di efficacia (come il lansoprazolo).

## Farmacodinamica
Gli inibitori della pompa protonica servono ad inibire la secrezione degli acidi gastrici prodotti in maniera anomala dall'individuo, bloccando il sistema enzimatico idrogeno-potassio adenosintrifosfatasi; pertanto il termine "gastroprotettori", talvolta usato per gli IPP, è improprio e fuorviante.

## Dosaggi
- Bruciore alla bocca dello stomaco e rigurgito acido, 15 mg o 30 mg al giorno per 4 settimane;
- Ulcera gastrica, 30 mg al giorno per 4 settimane;
- Ulcera duodenale, 30 mg al giorno per 2 settimane;
- Sindrome di Zollinger-Ellison, 60 mg al giorno come trattamento iniziale, in seguito il medico stabilirà la dose.[4]

## Effetti collaterali
Tra i possibili effetti collaterali del farmaco (1 su 10 pazienti):
- cefalea;
- capogiri;
- diarrea o costipazione;
- mal di stomaco;
- nausea o vomito;
- flatulenza;
- bocca o gola secca o infiammata;
- esantema della cute;
- prurito;
- alterazioni nei test di funzionalità epatica;
- stanchezza.

Uno studio pubblicato nel 2016 avanzava l'ipotesi che l'assunzione prolungata di inibitori di pompa protonica negli anziani potesse aumentare il rischio di sviluppare segni progressivi della demenza; altri quattro studi successivi hanno però smentito l'ipotesi.
L'assunzione prolungata di inibitori della pompa protonica (IPP) può essere associato ad un'alterazione del livello di cromogranina A (CgA) che in sede di analisi viene utilizzata come marcatore dei tumori neuroendocrini. I livelli di cromogranina A ritornano normali dopo 14 giorni dall'interruzione del trattamento con farmaci IPP.